# Кіскін Петро Христофорович
Петро Христофорович Кіскін (нар. 1 вересня 1923, Нова Іванівка — пом. 15 травня 1990, Кишинів) — радянський вчений в області захисту рослин і ампелографії. Доктор біологічних наук з 1968року. Брат Івана Кіскіна.

## Біографія
Народився 1 вересня 1923 року в селі Новій Іванівці (нині Болградського району Одеської області). 1949 року закінчив Кишинівський сільськогосподарський інститут імені М. В. Фрунзе. Працював у науково-дослідних установах Молдавської РСР. З 1961 року — старший науковий співробітник Інституту зоології та фізіології АН Молдавської РСР.
Помер у Кишиневі 15 травня 1990 року.

## Наукова діяльність
Автор нового, заснованого на політомічному методі способу визначення і опису сортів винограду, видів підщеп, а також шкідників і хвороб. Ним запропонована методика діагностики філоксеростійких сортів і нових форм винограду за анатомічними і мікрохімічними ознаками коренів; складені визначники сортів і підщеп винограду на основі використання цифрового кодування ознак, а також перфокарт крайової перфорації; розроблена методика підготовки інформації для прогнозування найбільш масових шкідників і інше. Автор понад 170 наукових робіт. Серед них:
- Определитель вредителей и болезней винограда. — К., 1964;
- Методы диагностики филлоксероустойчивости винограда. — К., 1965;
- Определитель основных сортов винограда СССР. — 3-е изд. — К., 1969;
- Европейские сорта винограда в условиях длительного заражения филлоксерой // Виноградарство и виноделие СССР. 1976. № 5;
- Филлоксера. — К., 1977;
- Краткая цифровая ампелография. — К., 1977.